# NGC 3435
NGC 3435 је спирална галаксија у сазвежђу Велики медвед која се налази на NGC листи објеката дубоког неба.
Деклинација објекта је + 61° 17' 20" а ректасцензија 10h 54m 48,2s. Привидна величина (магнитуда) објекта NGC 3435 износи 13,2 а фотографска магнитуда 14,0. NGC 3435 је још познат и под ознакама UGC 6025, MCG 10-16-22, CGCG 291-12, IRAS 10517+6132, PGC 32786.